# Grom w raju
Grom w raju (Thunder in Paradise, 1993−1994) – amerykański serial przygodowy o dwóch przyjaciołach, znajomych z czasów wojny w Wietnamie. Obaj zaciągają kredyt na budowę ultranowoczesnej łodzi o nazwie GROM, licząc że wynalazkiem zainteresuje się amerykańska marynarka wojenna. Ta jednak odrzuca projekt. Od tego czasu Bru i Spence próbują zarobić pieniądze za pomocą GROMU na spłacenie pożyczki, stając po stronie prawa w walce z groźnymi przestępcami.
Po raz pierwszy serial pojawił się w Polsce w telewizji Polsat w 1997 roku.
Po zakończeniu realizacji serialu Lionsgate wydał 26 września 2006 trzy płyty z filmem telewizyjnym Grom w raju (Thunder In Paradise) zawierający odcinki Grom w raju: Część 1 i 2 (Thunder In Paradise: Part 1 & 2), Grom w raju 2 (Thunder In Paradise II) zawierający odcinki (Sealed with a Kismet: Part 1 & 2) i Grom w raju 3 (Thunder In Paradise III) zawierający odcinki Śmiertelne lekcje: Część 1 i 2 (Deadly Lessons: Part 1 & 2).

## Obsada
- Hulk Hogan jako R.J. "Huragan" Spencer
- Chris Lemmon jako Martin "Bru" Brubaker
- Carol Alt jako Kelly La Rew
- Ashley Gorrell jako Jessica Whitaker Spencer
- Patrick Macnee jako Edward Whitaker
- Russ Wheeler jako głos łodzi "Grom"
- Kiki Shepard jako Trelawny
- Rusty Meyers jako Federal Marshall
- Heidi Mark jako Alison Wilson
- Felicity Waterman jako Felicity Waterman
- Sam J. Jones jako David Kilmer

### Odcinki
| Nr | Tytuł oryginalny                | Polski tytuł                                           |
| -- | ------------------------------- | ------------------------------------------------------ |
| 1  | Thunder in Paradise: Part 1     | Grom w raju: Część 1                                   |
| 2  | Thunder in Paradise: Part 2     | Grom w raju: Część 2                                   |
| 3  | Tug of War                      | Próba sił                                              |
| 4  | Sea Quentin                     | Morskie Quentin                                        |
| 5  | Strange Bru                     | Odmieniony Bru                                         |
| 6  | Sealed with a Kismet: Part 1    | Przeznaczenie: Część 1                                 |
| 7  | Sealed with a Kismet: Part 2    | Przeznaczenie: Część 2                                 |
| 8  | Changing of the Guard           | Zmiana opiekuna                                        |
| 9  | Gettysburg Change of Address    | Kto wygrał pod Gettysburgiem                           |
| 10 | Distant Shout of Thunder        | Tajemniczy wirus                                       |
| 11 | Nature of the Beast             | Prawdziwe oblicze                                      |
| 12 | Identity Crisis                 | Krytyczna tożsamość                                    |
| 13 | Queen of Hearts                 | Dama pikowa                                            |
| 14 | Plunder in Paradise             | Prawdziwe oblicze                                      |
| 15 | Eye for an Eye                  | Oko za oko                                             |
| 16 | Endangered Species              | Gatunek zagrożony                                      |
| 17 | Deadly Lessons: Part 1          | Śmiertelne lekcje: Część 1                             |
| 18 | Deadly Lessons: Part 2          | Śmiertelne lekcje: Część 2                             |
| 19 | Blast Off                       | Start                                                  |
| 20 | Dead Reckoning                  | Nawigacja                                              |
| 21 | The Major and the Minor: Part 1 | Wielcy i mali: Część 1                                 |
| 22 | The Major and the Minor: Part 2 | Wielcy i mali: Część 2 / Duży i mały: Część 2 (Polsat) |